# Wallraf-Richartz-Jahrbuch
Das Wallraf-Richartz-Jahrbuch ist eine seit 1924 erscheinende und von den Freunden des Wallraf-Richartz-Museum und des Museum Ludwig herausgegebene Fachzeitschrift für Kunstgeschichte. Die Zeitschrift selbst bezeichnet sich als „wissenschaftliches Diskussionsforum von internationaler Bedeutung“, das „zu allen Fragen der abendländischen Kunstgeschichte Stellung“ bezieht.

## Profil und Geschichte der Fachzeitschrift
Die Zeitschrift wurde 1924 von Hans Friedrich Secker – im 100. Todesjahr von Ferdinand Franz Wallraf – begründet, die Schriftleitung übernahm Walter Cohen. Der ersten Ausgabe ist eine Übersicht ausgewählter Mitglieder der Wallraf-Richartz-Gesellschaft e. V., Köln am Rhein vorangestellt, die sowohl die Ehrenmitglieder (Sigmund Maria Graf Adelmann von Adelmannsfelden, Konrad Adenauer und Albert Erich Brinckmann), die korrespondierenden Mitglieder (Paul Clemen und Karl Koetschau), dann die Mitglieder des Vorstands sowie noch Mitglieder des Ausschusses wohl für die Zeitschrift namentlich listet.
Die Fachzeitschrift hat den Anspruch, dass hier führende Wissenschaftlerinnen und Wissenschaftler publizieren.
Herausgeber ist der Direktor des Wallraf-Richartz-Museums, die Finanzierung der Zeitschrift übernehmen die Museumsfreunde.
Alle zwischen 1924 und 2017 erschienenen Ausgaben sind auf der Plattform JSTOR.org abrufbar.
Das Jahrbuch erschien über die Zeit unter unterschiedlichen Titeln:
| Zeitraum  | Titel                                                                 |
| --------- | --------------------------------------------------------------------- |
| 1924–1933 | Wallraf-Richartz-Jahrbuch (1924–1934)                                 |
| 1936–1943 | Westdeutsches Jahrbuch für Kunstgeschichte: Wallraf-Richartz Jahrbuch |
| 1952–     | Wallraf-Richartz-Jahrbuch                                             |